# ステイシー・ネルソン
ステイシー・ネルソン（Stacey Nelson、1987年4月12日 - ）は、アメリカ合衆国カリフォルニア州ロスアラマイトス出身の女子ソフトボール選手（投手）。ソフトボールアメリカ代表。

## 経歴
カリフォルニア州ロスアラマイトス出身。フロリダ大学（フロリダ・ゲイターズ）卒業。
2010年の1シーズンのみ日本リーグ1部のホンダでプレーした。

## 詳細情報

### 背番号
- 42（2010）